# مقابر السبع ملل

## مقابر السبع ملل
```
هي واحدة من أقدم وأكبر المقابر التاريخية في مدينة 
الإسكندرية
 بمصر، حيث تعكس التنوع الديني والثقافي الذي عرفته المدينة عبر العصور . حين خصص 
محمد علي باشا
 أرضًا خارج حدود المدينة آنذاك لدفن رعايا الجاليات الأجنبية و
المسيحيين
 منها : اللاتين، واليونانيون الأرثوذكس، والروم الكاثوليك، والموارنة، والسريان، والكلدان، والأرمن، ولهذا سُميت بـ”السبع ملل” و تضم المقابر رفات أتباع ديانات وطوائف متعددة والتى يطلق عليها “الملل السبع”، يعود تأسيس المقابر إلى القرن التاسع عشر، وقد أنشأتها الجاليات الأجنبية والمشرقية التي استوطنت الإسكندرية، ضمن أراضٍ مُنحت أو اشتُريت لتخصيصها لدفن موتاهم وفقًا لطقوسهم الدينية
[
1
]
[
2
]
[
3
]
```

## الموقع والمساحة
تقع مقابر السبع ملل في حي الشاطبي بمدينة الإسكندرية، مقابل قسم باب شرقي مباشرة، وتطل على شارع أبي قير، أحد أقدم وأطول شوارع المدينة. كانت هذه المنطقة في الأصل خارج حدود العمران وقت إنشائها في القرن التاسع عشر، ثم أصبحت جزءًا من النسيج الحضري للإسكندرية مع توسع المدينة. المدخل الرئيسى يقع على شارع أبو قير ويحيط بالمكان سور مرتفع وتحيط بها مبان تعليمية وأحياء سكنية.

## الطوائف المسيحية المدفونة بالمكان
في مقابر السبع ملل بمدينة الإسكندرية، دُفنت طوائف دينية متعددة تمثل مكونات المجتمع السكندري والدولي في القرن الـ19 والـ20، وهي الطوائف السبع الأساسية:
1. الكاثوليك (اللاتين والكاثوليك الشرقيين مثل الموارنة والسريان والكلدان )“تضم رفات مسيحيين من جاليات أجنبية مثل: اليونانيين، الإيطاليين، الفرنسيين، و الألمان ممن كانوا ينتمون إلى هذه الطوائف أو طوائف مشابهة. وأفراد من الجاليات الأجنبية الذين عاشوا في الإسكندرية وكانوا يتبعون الكنائس الغربية أو الشرقية.
2. الروم الكاثوليك ذُكرت ضمن الطوائف ذات الشواهد داخل المقابر . ولهم قسم خاص في المقابر يُظهر تأثير الفن البيزنطي والشرقي في التماثيل والنقوش.غالبًا ما كان يدفن في هذه المنطقة مسيحيون عرب من بلاد الشام.
3. الروم الأرثوذكس (اليوناني والروم الأرثوذكس) تحتوي على قبور للطائفة اليونانية الأرثوذكسية، إضافة إلى الروم الأرثوذكس
4. الجالية اليونانية تعرف باسم “مقابر الجالية اليونانية” وهم من أقدم الطوائف الأجنبية في المدينة.تتميز مقابرهم بشواهد باللغة اليونانية وتماثيل على الطراز الإغريقي.كثير من القبور تنتمي لعائلات يونانية ساهمت في بناء اقتصاد وثقافة الإسكندرية في القرنين 19 و20.
5. الأرمن ترد الأرمن ضمن ذكر الطوائف المتنوعة التي تضمها المقابر سواء الأرمن الأرثوذكس أو الكاثوليك ولكل منهم قسم خاص داخل المقابر.تتميز شواهدهم بالكتابة بالأرمنية، ويمزج فنهم بين الطابع المسيحي الشرقي والزخارف القوقازية. [5]
6. الطائفة اليهودية لليهود قسم مستقل داخل المقابر، ويعود لليهود السفارديم (اليهود الشرقيين) الذين عاشوا في الإسكندرية.شواهد القبور بالعبرية والعربية.تميزت مقابرهم ببساطة البناء مقارنة بالطوائف المسيحية، لكنها تحمل رموزًا يهودية مثل نجمة داوود و شمعدان المنورا
7. المسيحيين المصريين [6]

بالاضافة الى بعض الشخصيات الشهيرة والمؤثرة في تاريخ مصر الثقافي والاجتماعي، خاصة في القرن 19 وبداية القرن 20. وللأسف، تضم المقبرة أيضًا رفات حوالي مائة جندي من القوات الجوية اليونانية لقوا حتفهم في الشرق الأوسط خلال الحرب العالمية الثانية.

## شخصيات دفنت في المقابر
لم تقتصر مقابر السبع ملل في الإسكندرية على دفن الأثرياء فقط، بل احتضنت رفات عدد من الشخصيات البارزة التي ساهمت في تشكيل ملامح الحياة الثقافية والاجتماعية والفنية في المدينة ومصر عمومًا. ومن بين أبرز المدفونين:
- قسطنطين كفافيس: شاعر يوناني يُعد من أبرز شعراء القرن العشرين، ارتبط اسمه بمدينة الإسكندرية التي شكّلت محورًا أساسيًا في قصائده، ولا سيما في مجموعته المعروفة باسم “رباعيات الإسكندرية”
- أنطونيادس : رجل أعمال يوناني قدّم قصره وحديقته هبةً لمدينة الإسكندرية، لتُحوَّل لاحقًا إلى “حدائق أنطونيادس”، إحدى أبرز المساحات الخضراء العامة في المدينة.
- كوتيستا : طبيب ومتبرع يوناني أسّس “المستشفى اليوناني” في الإسكندرية، والذي يُعرف حاليًا باسم “مستشفى جمال عبد الناصر”، ويُعد من أقدم المؤسسات الطبية في المدينة.
- إيوريكو بوتي : باحث وعالم آثار إيطالي، شغل منصب أول مدير ل المتحف اليوناني الروماني بالإسكندرية، وأسهم في توثيق ودراسة التراث الكلاسيكي للمدينة.
- عائلة بهنا: عائلة لبنانية الأصل لعبت دورًا رياديًا في مجال الإنتاج السينمائي، حيث أسّست أول وأكبر شركة لتوزيع الأفلام في الشرق الأوسط، وكان لها دور محوري في تطور صناعة السينما العربية في القرن العشرين.[8][9][10][11][5]

## الجانب المعمارى والفنى
تُجسّد مقابر السبع ملل في الإسكندرية مزيجًا فريدًا من الطرز المعمارية والزخرفية التي تعكس التنوع الثقافي والديني للجاليات التي عاشت في المدينة منذ القرن التاسع عشر. وتُعد هذه المقابر نموذجًا حيًا لما يُعرف بـ”العمارة الجنائزية”، حيث لم تُصمم لدفن الموتى فقط، بل لتكون شاهدًا بصريًا وثقافيًا على هوية من رحلوا، وعلى تاريخ المجتمعات التي انتموا إليها. تتوزع المقابر على أقسام مخصصة لكل طائفة أو ملة، وتضم مجموعة كبيرة من الأضرحة المزخرفة، وشواهد القبور المنقوشة بعدة لغات، من بينها العربية واليونانية والفرنسية ، ما يدل على تنوع الجاليات التي استوطنت الإسكندرية. وتحتوي الشواهد على نقوش دينية، ورموز طقسية، وتماثيل جنائزية تمثل الملائكة و السيدة العذراء و المسيح، وتتنوع هذه العناصر ما بين الطراز الكلاسيكي الأوروبي و الطراز البيزنطي و الشرقي. ومن أبرز مظاهر التميّز الفني في هذه المقابر، التماثيل الرخامية التي تجسّد مشاهد رمزية مرتبطة بالحياة والموت، مثل الملائكة المجنّحة الواقفة بجوار الأضرحة، أو تماثيل الحزن الصامت كما في حالة تمثال “إيريني”، الشابة اليونانية التي توفيت في سن التاسعة عشرة. يُظهر التمثال جسدها في وضع النوم، بينما يقف عند قدميها ملاك رافعًا إصبعه إلى فمه، في إيماءة رمزية للصمت واحترام الموت. هذا التمثال، كما العديد غيره، لا يُصوّر الحزن في حد ذاته، بقدر ما يُجسد حالة من السكون والتأمل الروحي. وتحمل العديد من شواهد القبور زخارف دقيقة محفورة يدويًا، ولوحات رخامية نُقشت عليها آيات دينية أو أبيات شعرية، ما يجعل من كل قبر عملًا فنيًا مستقلًا. ويُلاحظ الطابع الإغريقي بوضوح في تصميم العديد من الأضرحة، خاصة في مقابر الجالية اليونانية، التي تحتوي على أعمدة مزخرفة، ونقوش هندسية دقيقة، وتماثيل بأوضاع كلاسيكية مستوحاة من الفن اليوناني القديم. تُكوّن هذه العناصر جميعًا مشهدًا معماريًا فنيًا شديد الثراء، يجعل من مقابر السبع ملل أقرب إلى متحف مفتوح لفن النحت والعمارة، وتوثق لتاريخ اجتماعي وثقافي طويل، كانت الإسكندرية خلاله مركزًا عالميًا يستقطب مختلف الجنسيات والديانات والمذاهب. هذه المقابر ليست فقط أماكن للدفن، بل هي شهادة خالدة على حياة من سكنوا المدينة وشاركوا في بنائها، وتحكي، بصمتها الرخامي، حكايات عن الحب والحزن، الإيمان والهوية، والرحيل الكريم
بنى اليونانيون المسارح والبنوك والمصانع والمستشفيات. وفي موتهم، بنوا مدينة داخل مدينة: مقبرة.

## مقابر السبع ملل في السينما
شهدت مقابر السبع ملل تصوير عدد من المشاهد السينمائية، كان أبرزها فيلم الاعتراف الأخير الذي أُنتج عام 1978، من بطولة نور الشريف ونيللي وصلاح السعدنى ونبيلة عبيد . استعان صُنّاع الفيلم بعدد من شواهد القبور داخل المقبرة لتصوير مشاهد أساسية من العمل، الذي ينتمي إلى فئة أفلام الرعب. وتدور أحداث الفيلم حول فتاة متوفاة تعود إلى الحياة مرتدية ملابس بيضاء لتقابل حبيبها وتعترف له بحبها، كما تكشف له أسرارًا خفية عن زوجته. يُنسب الفيلم إلى فكرة وإخراج أنور الشناوي

## معرض الصور

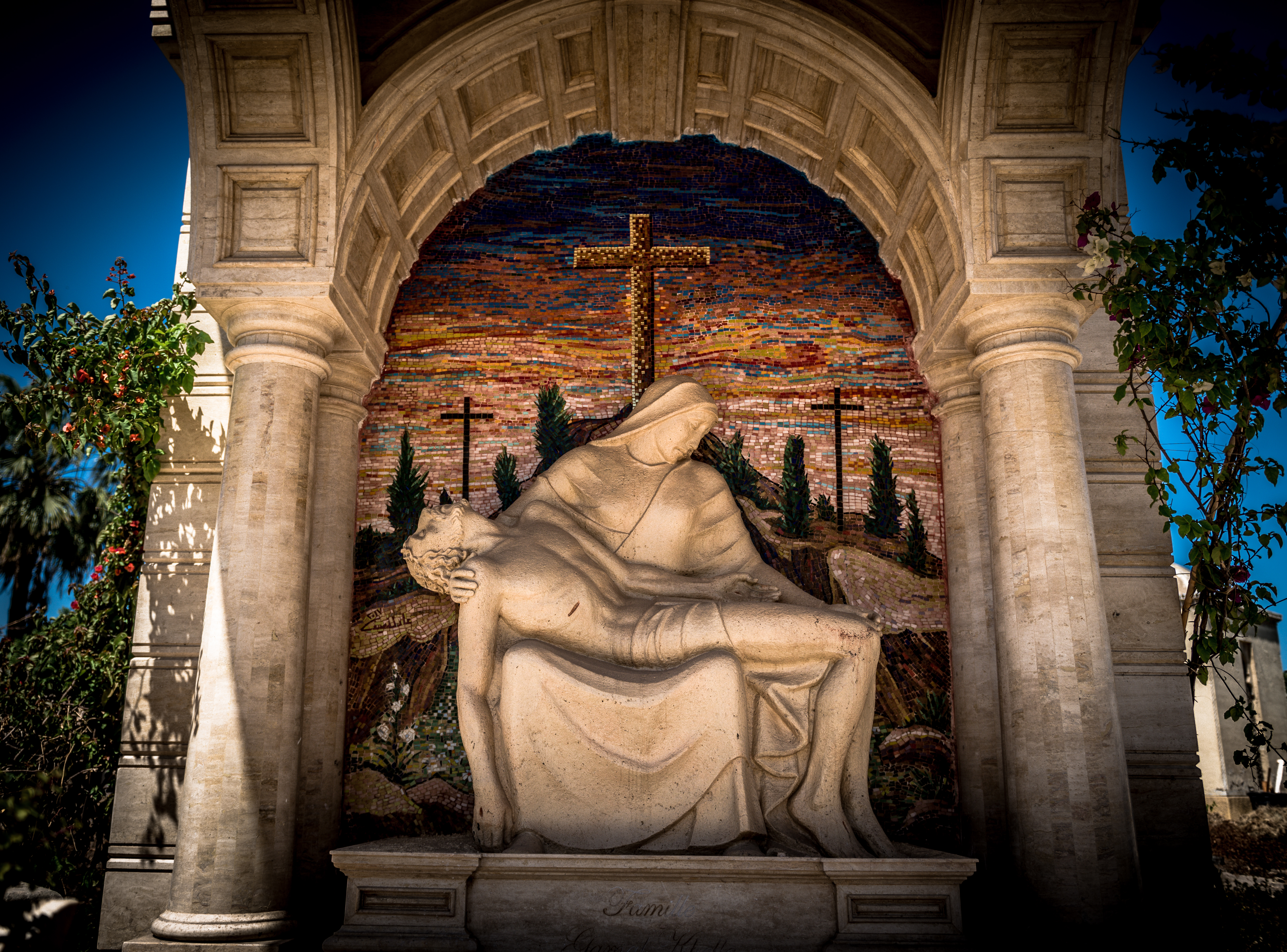
احد الطرز المعمارية _ مقابر السبع ملل
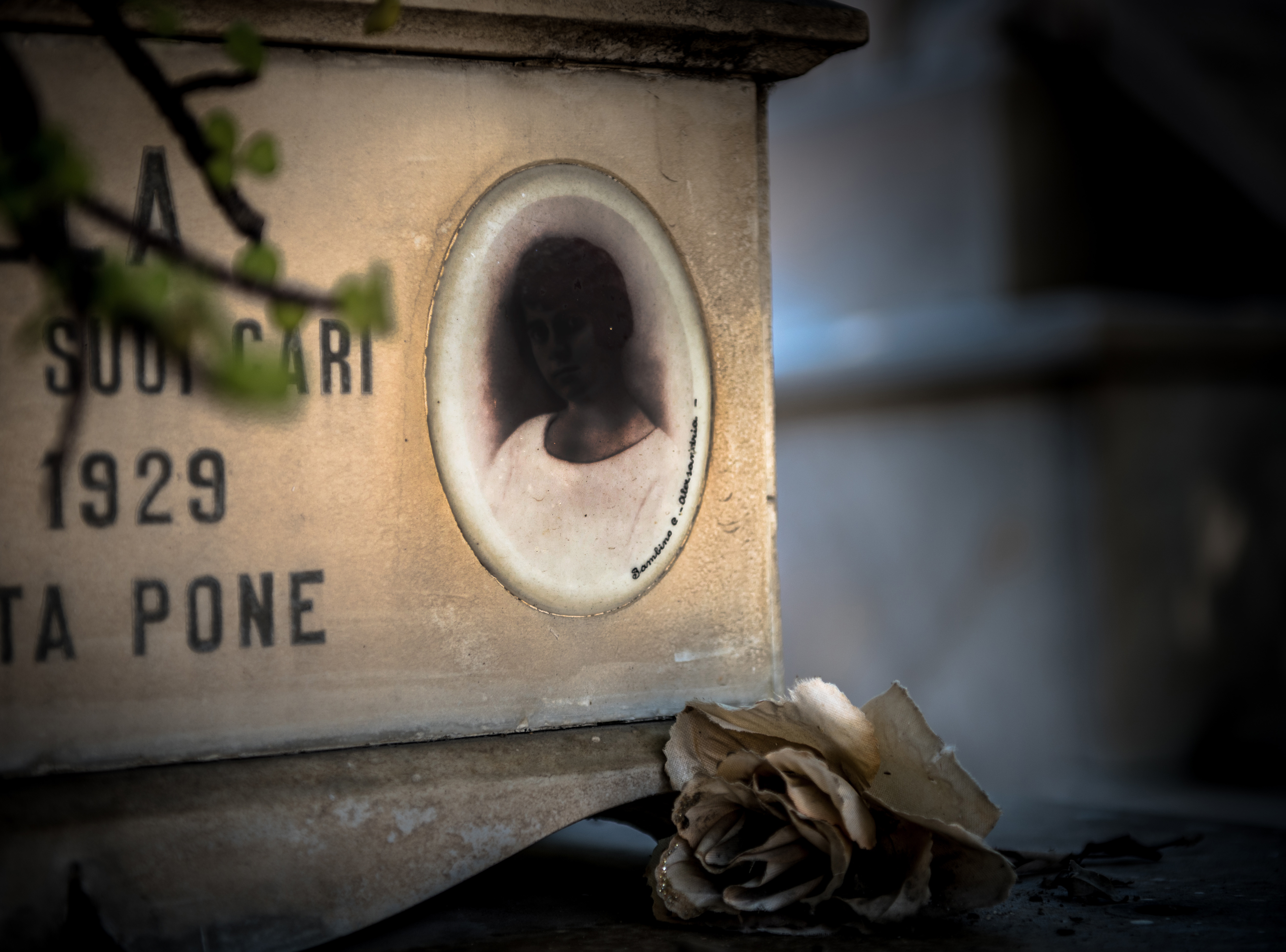
أحد شواهد القبور_ مقابر السيع ملل
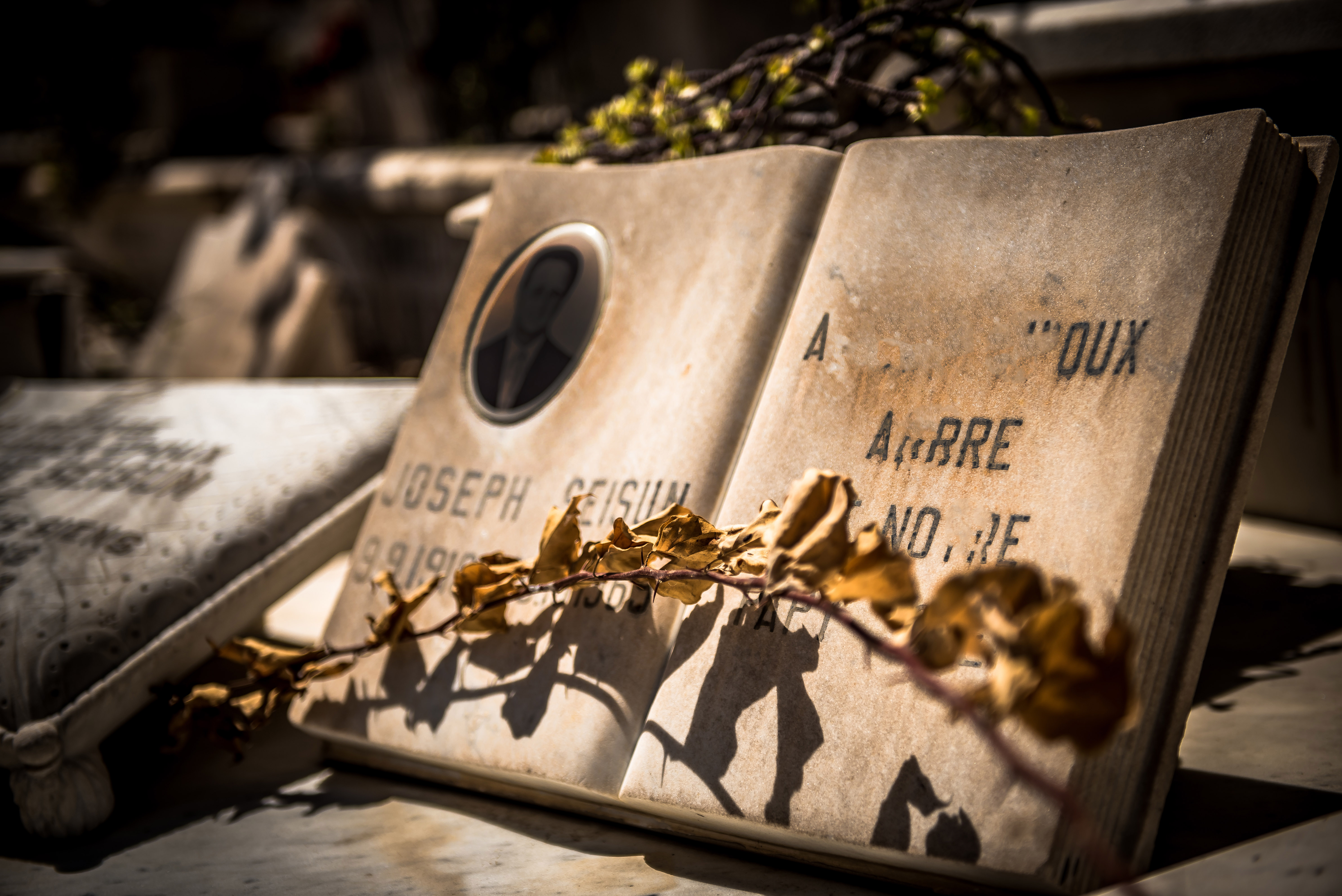
احد شواهد القبور _ مقابر السبع ملل
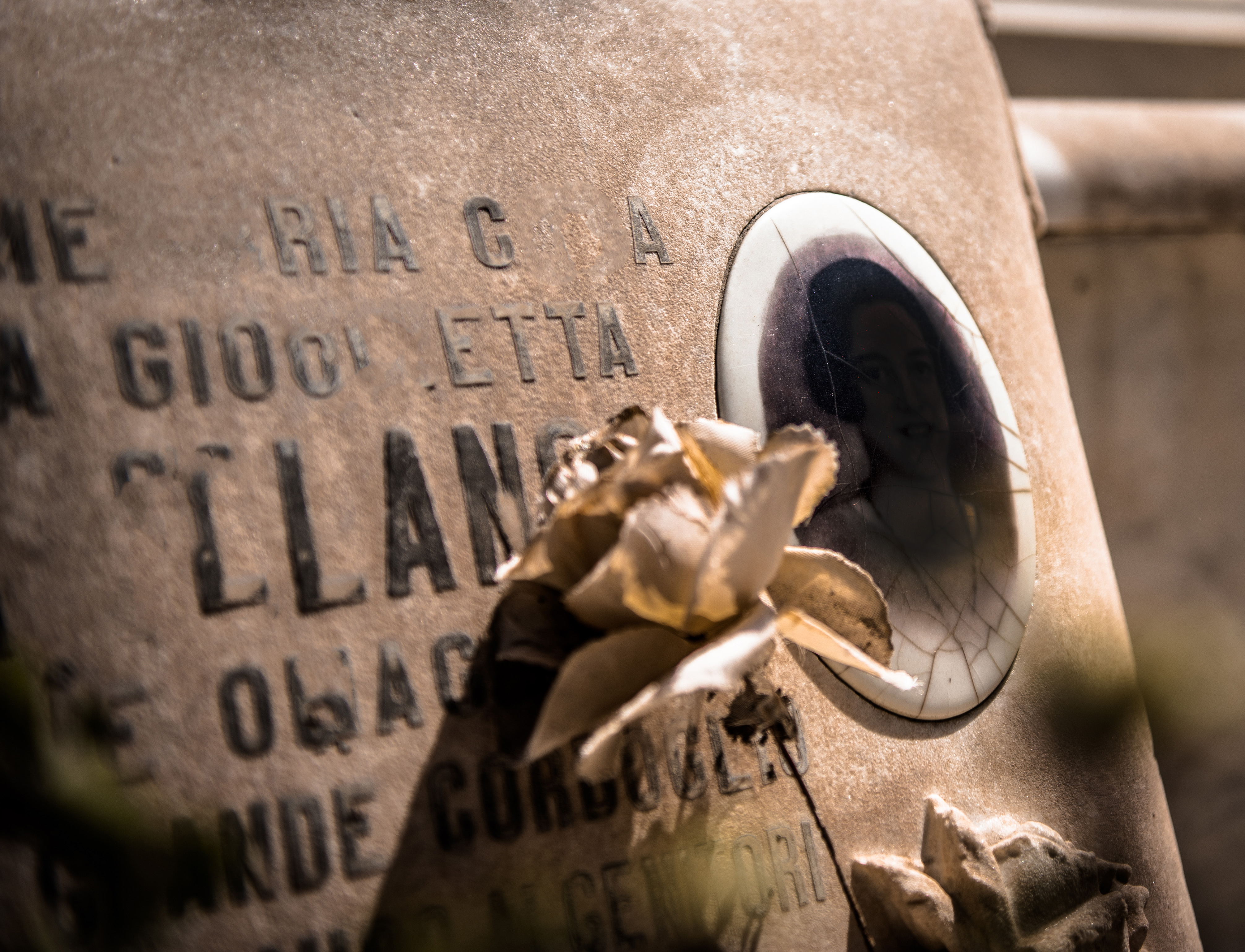
شاهد قبر _ مقابر السبع ملل
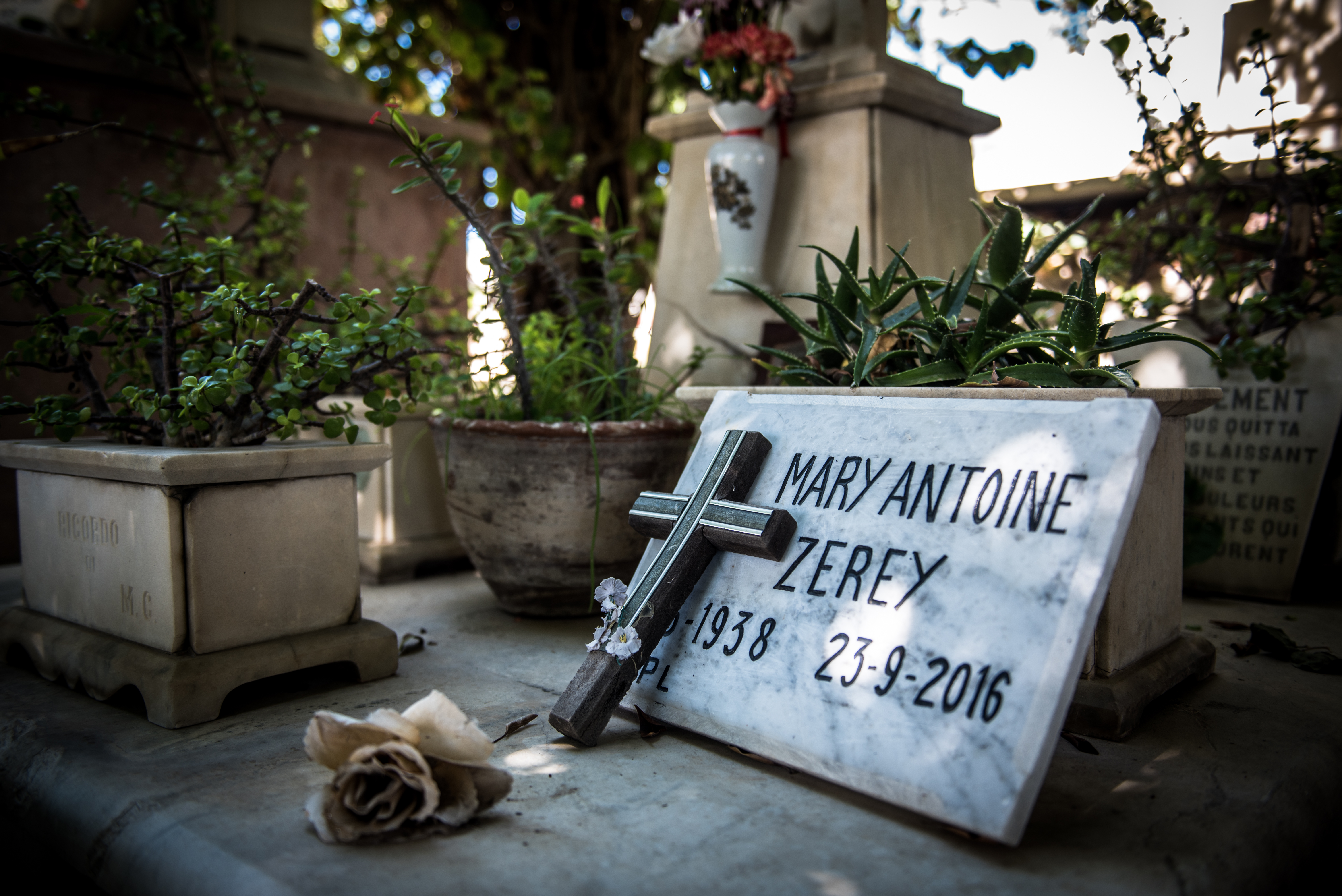
شاهد قبر لفتاة توفيت 2016_مقابر السبع ملل
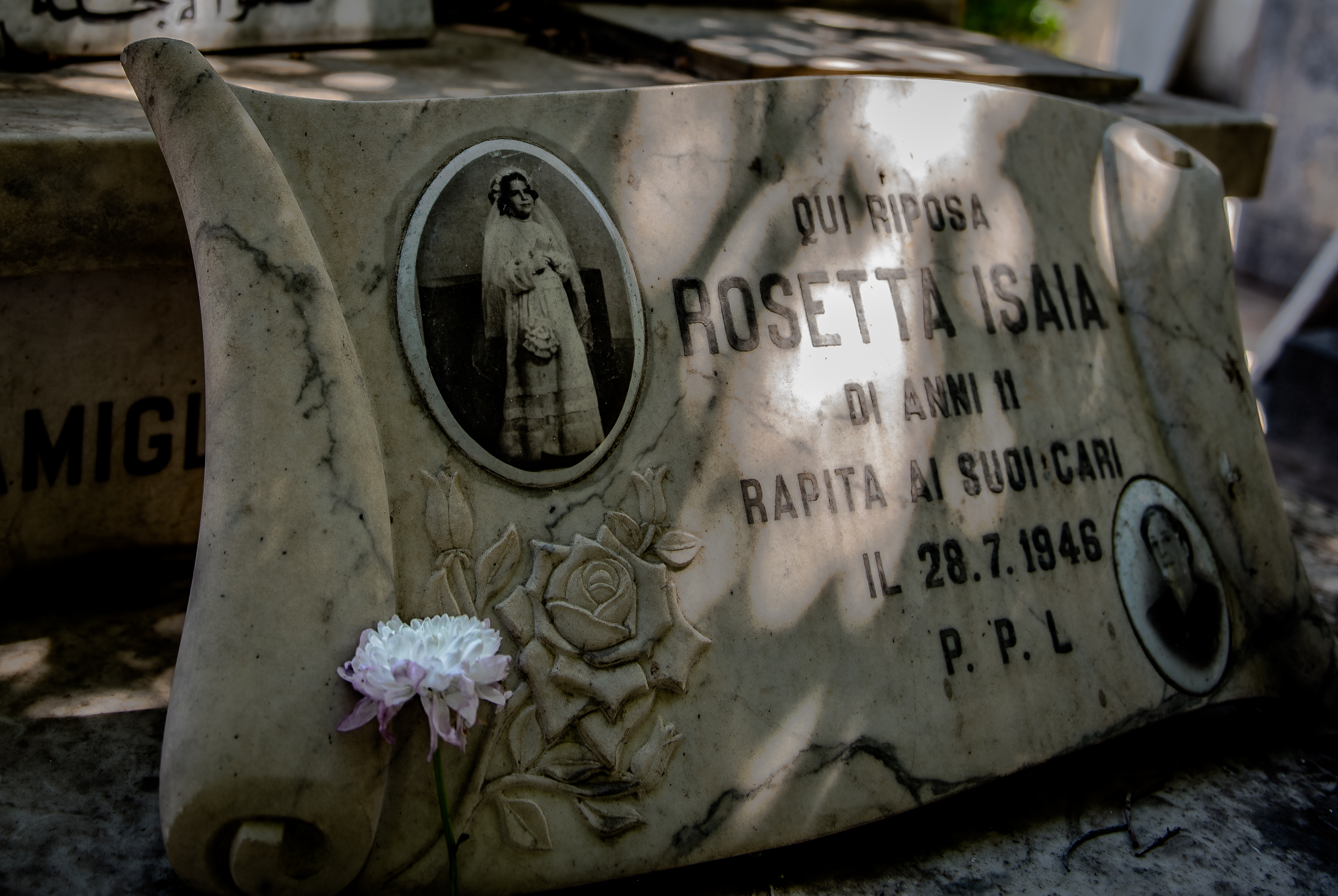
شاهد قبر لفتاة صغيرة _ مقابر السبع ملل

## وصلات خارجية
العربى الجديد مقابر السبع ملل.متحف أثري وتاريخي هو الأضخم في مصر